# Dayon Griffin
Dayon Griffin (ur. 21 grudnia 1995 w St. Petersburgu) – amerykański koszykarz występujący na pozycji rzucającego obrońcy, obecnie zawodnik Tarnopolu TNEU.
22 czerwca 2020 zawarł kontrakt z HydroTruckiem Radom. 21 lipca 2021 dołączył do ukraińskiego Tarnopolu TNEU.

## Osiągnięcia
Stan na 22 lipca 2021, na podstawie, o ile nie zaznaczono inaczej.
NCAA
- Mistrz sezonu regularnego konferencji USA (2015)